# Muff
| Muff från cirka 1825. |  | Urval muffar från 1912/13. |
| Muff från cirka 1825. |  | Urval muffar från 1912/13. |

Sorgmuff, mitten av 1900-talet

En muff är en modeaccessoar för utomhusbruk, som vanligtvis är cylinderformad och gjord av päls eller tyg. Den är vadderad och har sina båda ändar öppna för att kunna hålla händerna varma inuti den vid kyla. 
Den introducerades i modet på 1500-talet och användes av både män och kvinnor under 1600- och 1700-talet, senare blev den en accessoar enbart för kvinnor. I början av 1900-talet avtog dess popularitet något, men den fick ett kortare uppsving under den senare delen av 1940-talet och användes fram till och med 1950-talet. 
Muffens form och storlek har givetvis växlat i hög grad efter modet; elegans och smak har förändrat dess skick och stoff i samband med kvinnodräktens växlingar. Dyrbara pälsverk var det mest omtyckta liksom skönaste materialet, och muffar av sobel, hermelin, blå- och silverrävsskinn, mård, skunk, chinchilla, björn med flera bidrog avsevärt till apparitionens höjande.
Ordet muff kommer troligtvis ursprungligen från det gamla franska ordet moufle, vilket betyder tjock handske eller vante (medeltidslatin muffula, vinterhandske). Detta ledde sedan till att det på engelska och även svenska blev muff.